# Constantin Bărbulescu (labdarúgó-játékvezető)
Constantin Bărbulescu (Craiova, 1930 –) román nemzetközi labdarúgó-játékvezető.

## Pályafutása

### Nemzetközi játékvezetés
A Román labdarúgó-szövetség (FRF) Játékvezető Bizottsága (JB/CCA) terjesztette fel nemzetközi játékvezetőnek, a Nemzetközi Labdarúgó-szövetség (FIFA) 1971-től tartotta nyilván bírói keretében. Több nemzetek közötti válogatott és klubmérkőzést vezetett vagy partbíróként tevékenykedett. A román nemzetközi játékvezetők rangsorában, a világbajnokság-Európa-bajnokság sorrendjében többedmagával a 15. helyet foglalja el 2 találkozó szolgálatával. Az aktív nemzetközi játékvezetéstől 1975-ben vonult vissza. Válogatott mérkőzéseinek száma: 3.

#### Labdarúgó-Európa-bajnokság
Az európai-labdarúgó torna döntőjéhez vezető úton Belgiumba a IV., az 1972-es labdarúgó-Európa-bajnokságra az UEFA JB játékvezetőként foglalkoztatta.

##### 1972-es labdarúgó-Európa-bajnokság

###### Selejtező mérkőzés
| Időpont            | Helyszín                | Mérkőzés típusa           | Mérkőzés             | Eredmény | Nézők száma |
| ------------------ | ----------------------- | ------------------------- | -------------------- | -------- | ----------- |
| 1971. május 9.     | GSP Stadion, Nicosia    | előselejtező (4. csoport) | Ciprus–Spanyolország | 0 : 2    | 5 818       |
| 1971. november 10. | Wembley Stadion, London | előselejtező (3. csoport) | Anglia–Svájc         | 1 : 1    | 90 423      |

## Külső hivatkozások
- Constantin Bărbulescu. World Referee. [2012. október 9-i dátummal az eredetiből archiválva]. (Hozzáférés: 2011. január 20.)
- Constantin Bărbulescu. scoreshelf.com. [2016. március 10-i dátummal az eredetiből archiválva]. (Hozzáférés: 2011. január 20.)
- Constantin Bărbulescu. zerozerofootball.com. (Hozzáférés: 2011. január 20.)[halott link]
- Constantin Bărbulescu. eu-football.info. (Hozzáférés: 2014. november 10.)